# Liste der Bodendenkmäler in Sugenheim
Auf dieser Seite sind die Bodendenkmäler in dem mittelfränkischen Markt Sugenheim zusammengestellt. Diese Tabelle ist eine Teilliste der Liste der Bodendenkmäler in Bayern. Grundlage ist die Bayerische Denkmalliste, die auf Basis des Bayerischen Denkmalschutzgesetzes vom 1. Oktober 1973 erstmals erstellt wurde und seither durch das Bayerische Landesamt für Denkmalpflege geführt wird. Die folgenden Angaben ersetzen nicht die rechtsverbindliche Auskunft der Denkmalschutzbehörde.

## Bodendenkmäler in Sugenheim

### Gemarkung Deutenheim
| Lage                  | Objekt | Akten-Nr.     | Bild |
| --------------------- | --- | ------------- | ---- |
| Deutenheim (Standort) | Burgstall des hohen Mittelalters.                                                                                              | D-5-6428-0095 |      |
| Deutenheim (Standort) | Bestattungsplatz vorgeschichtlicher Zeitstellung mit Grabhügel.                                                                | D-5-6428-0096 |      |
| Deutenheim (Standort) | Siedlung vorgeschichtlicher Zeitstellung.                                                                                      | D-5-6428-0100 |      |
| Deutenheim (Standort) | Siedlung der Urnenfelderzeit.                                                                                                  | D-5-6428-0119 |      |
| Deutenheim (Standort) | Mittelalterliche und frühneuzeitliche Befunde im Bereich der Evangelisch-Lutherischen Pfarrkirche St. Mauritius in Deutenheim. | D-5-6428-0247 |      |
| Deutenheim (Standort) | Mittelalterliche und frühneuzeitliche Befunde im Bereich des Schlosses Dutzenthal.                                             | D-5-6428-0251 |      |

### Gemarkung Ezelheim
| Lage                | Objekt | Akten-Nr.     | Bild |
| ------------------- | --- | ------------- | ---- |
| Ezelheim (Standort) | Mittelalterliche und frühneuzeitliche Befunde im Bereich der Evangelisch-Lutherischen Pfarrkirche in Ezelheim. | D-5-6328-0094 |      |

### Gemarkung Ingolstadt
| Lage                  | Objekt | Akten-Nr.     | Bild |
| --------------------- | --- | ------------- | ---- |
| Ingolstadt (Standort) | Mittelalterlicher Burgstall Neuenburg.                                                                           | D-5-6328-0029 |      |
| Ingolstadt (Standort) | Mittelalterliche und frühneuzeitliche Befunde im Bereich der Evangelisch-Lutherischen Pfarrkirche in Ingolstadt. | D-5-6328-0097 |      |

### Gemarkung Krassolzheim
| Lage                    | Objekt | Akten-Nr.     | Bild |
| ----------------------- | --- | ------------- | ---- |
| Krassolzheim (Standort) | Grabhügel vorgeschichtlicher Zeitstellung.                                                                                       | D-5-6327-0200 |      |
| Krassolzheim (Standort) | Bestattungsplatz mit Grabhügeln vorgeschichtlicher Zeitstellung.                                                                 | D-5-6327-0204 |      |
| Krassolzheim (Standort) | Bestattungsplatz mit Grabhügeln vorgeschichtlicher Zeitstellung.                                                                 | D-5-6327-0205 |      |
| Krassolzheim (Standort) | Mittelalterlicher und frühneuzeitlicher Altort von Krassolzheim.                                                                 | D-5-6328-0098 |      |
| Krassolzheim (Standort) | Mittelalterliche und frühneuzeitliche Befunde im Bereich der Dorfbefestigung von Krassolzheim.                                   | D-5-6328-0099 |      |
| Krassolzheim (Standort) | Mittelalterliche und frühneuzeitliche Befunde im Bereich der Evangelisch-Lutherischen Filialkirche St. Nikolaus in Krassolzheim. | D-5-6328-0100 |      |
| Krassolzheim (Standort) | Mittelalterliche und frühneuzeitliche Befunde im Bereich des ehemaligen Schlosses in Krassolzheim.                               | D-5-6328-0101 |      |
| Krassolzheim (Standort) | Viereckschanze der jüngeren Latènezeit.                                                                                          | D-5-6328-0109 |      |

### Gemarkung Krautostheim
| Lage                    | Objekt | Akten-Nr.     | Bild |
| ----------------------- | --- | ------------- | ---- |
| Krautostheim (Standort) | Mittelalterliche und frühneuzeitliche Befunde im Bereich der Evangelisch-Lutherischen Pfarrkirche in Krautostheim. | D-5-6428-0186 |      |

### Gemarkung Sugenheim
| Lage                 | Objekt | Akten-Nr.     | Bild |
| -------------------- | --- | ------------- | ---- |
| Sugenheim (Standort) | Mittelalterlicher und frühneuzeitlicher Altort von Sugenheim. | D-5-6328-0087 |      |
| Sugenheim (Standort) | Mittelalterliche und frühneuzeitliche Befunde im Bereich der Ortsbefestigung von Sugenheim.                                                                                            | D-5-6328-0088 |      |
| Sugenheim (Standort) | Mittelalterliche und frühneuzeitliche Befunde im Bereich der Evangelisch-Lutherischen Pfarrkirche St. Erhard in Sugenheim.                                                             | D-5-6328-0089 |      |
| Sugenheim (Standort) | Mittelalterliche und frühneuzeitliche Befunde im Bereich des Alten und Neuen Schlosses mit Wirtschaftshof und Parkanlage von Sugenheim, darunter Vorgängerbauten des Spätmittelalters. | D-5-6328-0090 |      |

### Gemarkung Ullstadt
| Lage                | Objekt | Akten-Nr.     | Bild |
| ------------------- | --- | ------------- | ---- |
| Ullstadt (Standort) | Grabhügel vorgeschichtlicher Zeitstellung.                                                                                        | D-5-6328-0034 |      |
| Ullstadt (Standort) | Bestattungsplatz vorgeschichtlicher Zeitstellung mit Grabhügeln.                                                                  | D-5-6328-0035 |      |
| Ullstadt (Standort) | Mittelalterlicher Burgstall. | D-5-6328-0038 |      |
| Ullstadt (Standort) | Mittelalterliche und frühneuzeitliche Befunde im Bereich der Evangelisch-Lutherischen Pfarrkirche St. Johann Baptist in Ullstadt. | D-5-6328-0104 |      |
| Ullstadt (Standort) | Mittelalterliche und frühneuzeitliche Befunde im Bereich der ehemalige Friedhofskapelle in Ullstadt.                              | D-5-6328-0105 |      |
| Ullstadt (Standort) | Mittelalterliche und frühneuzeitliche Befunde im Bereich des Schlosses mit Parkanlage in Ullstadt.                                | D-5-6328-0106 |      |
| Ullstadt (Standort) | Mittelalterliche und frühneuzeitliche Befunde im Bereich der Wüstung Buchhof.                                                     | D-5-6328-0108 |      |

### Gemarkung Unterlaimbach
| Lage                     | Objekt | Akten-Nr.     | Bild |
| ------------------------ | --- | ------------- | ---- |
| Unterlaimbach (Standort) | Freilandstation des Mesolithikums, Siedlung des Neolithikums und der Bronzezeit sowie Bestattungsplatz vorgeschichtlicher Zeitstellung mit Grabhügel. | D-5-6328-0044 |      |